# Gösta Löfgren
Karl Gösta Herbert Löfgren (Motala, 1923. augusztus 29. – 2006. szeptember 5.) olimpiai bronzérmes és világbajnoki ezüstérmes svéd válogatott labdarúgó.
A svéd válogatott tagjaként részt vett az 1952. évi nyári olimpiai játékokon és az 1958-as világbajnokságon.

## Sikerei, díjai
IFK Norrköping
- Svéd bajnok (1): 1962

Svédország
- Olimpiai bronzérmes (1): 1952
- Világbajnoki döntős (1): 1958